# Zand van Aken
Het Zand van Aken is een laag in de ondergrond van Nederlands Zuid-Limburg en het omringende gebied in Duitsland en België. Het Zand van Aken is onderdeel van de Formatie van Aken en stamt uit het Krijt (het Santonien).
Deze kalksteenlaag is vernoemd naar Aken.

## Stratigrafie
Normaal gesproken ligt het Zand van Aken boven op de oudere Klei van Hergenrath en onder het jongere Zand van Hauset (beide uit de Formatie van Vaals). Tussen de zandlagen Hauset en Aken bevindt zich de Horizont van Flög. Tussen de lagen Aken en Hergenrath bevindt zich de Horizont van Schampelheide.

## Klei
De typelocatie van de Zand van Aken is de Groeve Käskorb bij Kelmis.